# East Quantoxhead
East Quantoxhead est une paroisse civile et un village du Somerset, en Angleterre.